# 瑪麗亞姆·烏扎里
瑪麗亞姆·烏扎里（德語：Meryem Uzerli，1983年8月12日—），是土耳其及德國女演員。她最為人所知的作品是在土耳其電視劇《宏偉世紀》 中飾演许蕾姆苏丹（英語：Hurrem Sultan）。
她居住在德國及伊斯坦堡，父親是土耳其人而母親是一名德國演員。

## 外部連結
- 瑪麗亞姆·烏扎里在互联网电影资料库（IMDb）上的資料（英文）